# Steve Olfers
Steve Olfers (ur. 25 lutego 1982 w Haarlemie) – holenderski piłkarz występujący na pozycji obrońcy lub pomocnika.
Zawodową karierę rozpoczynał w 1999 w Feyenoordzie. Następnie grał kolejno w takich klubach jak Excelsior Rotterdam, RKC Waalwijk, ponownie Excelsior Rotterdam, FC Den Bosch oraz Sparta Rotterdam. W latach 2007–2010 był zawodnikiem Aalborg BK. W 2010 powrócił do rodzinnej Holandii i podpisał kontrakt z drużyną PSV Eindhoven. W lipcu tego samego roku przeniósł się do Azerbejdżanu i został piłkarzem klubu FK Qəbələ. 1 lipca 2014 został piłkarzem holenderskiego zespołu Telstar.